# Jean-Marie Michel
Jean-Marie Michel (né le 28 avril 1955 à Talence) est un ancien coureur cycliste professionnel français.

## Biographie
(octobre 2009).
Si vous disposez d'ouvrages ou d'articles de référence ou si vous connaissez des sites web de qualité traitant du thème abordé ici, merci de compléter l'article en donnant les références utiles à sa vérifiabilité et en les liant à la section « Notes et références ».
Jean-Marie Michel, surnommé "Le poète du peloton" naît le 28 avril 1955 à Talence. 
Adolescent, il voulait absolument un vélomoteur. Étant d'une famille modeste, il décide donc de travailler tout un été pour se l'offrir, malgré l'opposition de ses parents. Sur ces entrefaites, par une après-midi de fin d'été, il roulait sur une vieille bicyclette de fortune très lourde et il rencontre par hasard un copain d'école qui venait de s'acheter un vélo de course flambant neuf, suscitant son admiration. Pour rentrer au village, il convient de monter une côte assez pentue et ils décident de "faire une course" : le premier en haut doit faire un vœu. Malgré son handicap matériel, il gagne de justesse et il fait immédiatement le vœu de pouvoir participer un jour au Tour de France. Le lendemain, son père l'accompagne au magasin de cycles. Ne pouvant fournir seul l'argent nécessaire pour le vélo de course de son choix, son père décide de l'aider pour le complément.

### Ses débuts
" Coureur longiligne (1,86 m, 72 kilos), il débuta en cadets en 1972".  
1973 : une victoire : la Polymultipliée à Bassens. Il y  démontre déjà ses qualités de grimpeur; 2e du Dunlop (éliminatoire de la Gironde)".  
1974 : 8 victoires: Créon (Chalenge de l'Ormeau), Locquirec... 60 participants se sont présentés  au départ du Grand Prix cycliste de Locquirec réservé en interrégional aux 2troisième catégories. .. Il faut souligner l’aisance de Michel qui possède et un fond inépuisable et un style de  grand coureur" , Bouliac, Villandraut: "Le Grand Prix cycliste de Villandraut : Sous le patronage de notre journal  (Sud-ouest)  140 coureurs prirent le départ.... , le Créonnais Jean Marie Michel l’emporta de haute lutte devant le Béglais Rebière..", Saint-Laurent-des-Combes, Locquirec (29), Henvic (29)",,   Faux (24) contre-la-montre. Ceci prouve ses dons de rouleur.
1975 : Militaire, il dut interrompre la compétition.
1976 : Il est de retour. Difficile pour lui comme pour n'importe quel coureur de reprendre le rythme après une année d'absence. Il accomplit cependant une bonne saison. Il se place dans les premières positions dans des Tours comme Tursan-Madiran, à Décazeville et le Tour du Béarn.. "C’est avec grand plaisir que le Comité d’Aquitaine... de cyclisme nous a fait savoir que le coureur Jean Marie Michel était retenu dans la formation de l’équipe d’Aquitaine pour y disputer le Tour du Loir et Cher... Si après quelques saisons sombres le Vélo-Club Barsacais est resté sans faire  parler de lui, peut-être que cette saison sera meilleure".
1977 : On le voit débuter fort brillamment sur la piste lors des samedis cyclistes bordelais.Pour sa dernière saison amateur, Jean-Marie Michel remporte entre autres épreuves, le Tour d’Émeraude et la totalité des épreuves contre-la-montre dans les courses par étapes auxquelles il participe. "Le Bordelais Michel, impérial contre-la-montre.". "Erquy.-Jean Marie Michel, retenez bien ce nom car vous aurez sans doute l’occasion d’en entendre parler. Il s’agit du vainqueur  du 5e tour d´Emeraude ... On savait que le bordelais avait de la qualité s’imposerait avec tant de facilité sur les 25 km de l’étape contre-la-montre. En fait, il ne fallut que quelques kilomètres pour être assuré de  sa victoire."
Il passe professionnel l'année suivante au sein de l'équipe Lejeune - BP.

### Sa carrière professionnelle
En 1978, Jean-Marie Michel gagne la quatrième étape du Tour du Vaucluse, disputée contre-la-montre sur 14,5 km. Il parcourt la distance en 19 minutes et 37 secondes, à 44,250. km/h.
En 1979, dans l’étape contre-la-montre du Critérium du Dauphiné libéré autour du lac d'Annecy, il termine troisième, devancé seulement par Bernard Hinault et Joop Zoetemelk et précédant des rouleurs tels que Joachim Agostinho, Hennie Kuiper, Gianbattista Baronchelli.
Il remporte en solitaire en 1980 la plus longue classique sans entraineur, Londres-Bradford, alors surnommée « L’enfer du nord anglais » et longue de 408 km à la moyenne de 38 km/h.
Il remporte l’étape du Critérium du Dauphiné libéré 1980 disputée en La Voulte et Orange au terme d’une échappée solitaire de 210 km sur les 230 que compte l’étape, avec l’ascension du Mont Ventoux par Malaucène.
Il participe par deux fois au Tour de France (1979 et 1980) en qualité d’équipier, sa spécialité étant de « placer » les sprinters dans les finals d’étapes et les grimpeurs au pied de la montagne. Lors du Tour 1980, il est contraint à l'arrêt sur conseil du Docteur Gérard Porte (médecin du tour) pour cause de blessure sérieuse au pied gauche.
Il signe en 1982 un contrat avec Loteria de Boyacá en Colombie, pour y tenir sur le tour de Colombie et classico RCN le rôle de capitaine de route pour le compte de Rafael Antonio Niño. Il vit plusieurs années entre Colombie et Venezuela, exerçant entre autres activités celle de chercheur d’émeraudes.

### Années 2000
En 2005, il revient en France à Fargues Saint Hilaire pour y établir une petite unité de production biologique de propolis, pollens cire et miels monofloraux, retournant ainsi à sa passion de jeunesse : les abeilles.

## Palmarès
- 1977
  - Tour d'Émeraude :
    - Classement général
    - 5e étape (contre-la-montre)

  - 3e du Tour du Béarn
- 1978
  - 4ea étape du Tour du Vaucluse (contre-la-montre)
- 1980
  - 4e étape du Critérium du Dauphiné libéré
  - Londres-Bradford

## Résultats sur les grands tours

### Tour de France
- 1979 : 72e
- 1980 : non-partant à la 14e étape